# 花婿失踪事件
『花婿失踪事件』（はなむこしっそうじけん、A Case of Identity）は、イギリスの小説家、アーサー・コナン・ドイルによる短編小説。シャーロック・ホームズシリーズの一つで、56ある短編小説のうち3番目に発表された作品である。『ストランド・マガジン』1891年9月号初出。1892年発行の短編集『シャーロック・ホームズの冒険』(The Adventures of Sherlock Holmes) に収録された。

## あらすじ
シャーロック・ホームズは、久しぶりに会ったワトスンと話しながら、手掛けている事件はどれも面白くないものだと愚痴をこぼしていた。そこへ依頼人メアリー・サザーランドが訪れる。
彼女は、母親とその再婚相手のウィンディバンクと、３人で暮らしていた。タイプライターを打ってそれなりの収入を得ているほかに、伯父の遺産からニュージーランド公債の利子分を、年間で100ポンドもらっているという。継父ウィンディバンクは、メアリーと５歳くらいしか違わぬほどに若く、彼女に男友達との交際を禁じているらしい。だがある日、ウィンディバンクがフランスに出かけているあいだに、彼女は舞踏会に行き、そこでホズマー・エンジェルという男と知り合い、間もなく婚約した。
ホズマー・エンジェルは、ある会社の会計係というがその会社名を教えてくれない。自宅の場所を聞けば、会社に寝泊まりしているという。連絡の手紙は郵便局の留置きで出してくれという。もっと不思議なのは、メアリー宛てによこす手紙は、すべてタイプライターで打たれているらしい。エンジェルは、ウィンディバンクがフランスに行っているうちに結婚式をあげ、そのことはあとで報告しようと言った。その結婚式の朝、エンジェルは何か良くない事が起こりそうだという様子を見せる。別々の馬車で教会に向かい、先に到着したメアリーと母親は、エンジェルが馬車から出てくるのを待つが、彼は一向に出てこない。御者が降りて中の様子を見ると、そこにエンジェルの姿はなく、忽然と失踪してしまったのだった。メアリーは、エンジェルは私を捨てるような人ではなく、何かよからぬことが起こったと考えていた。母親は、二度とこのことは話すなと言うし、帰国したウィンディバンクは、そのうち連絡があるだろうと話していた。だが、エンジェルからの手紙は一通も来ず、彼のことを誰に聞いても行方は分からなかった。困り果てたメアリーは、ホームズを頼って来たのだった。
ホームズに、ホズマー・エンジェルから送られてきた手紙４通を預け、メアリーは帰っていった。手紙を読んだホームズは、それの署名までタイプされていることに注目した。これは筆跡を知られると、身元がばれるためではないのか。ホームズは、ある会社とある人物に手紙を出した。会社から返事が来た。人物のほうからも、面会を承諾するという手紙が来た。面会の当日、やって来たのはメアリーの継父ウィンディバンクだ。ホームズは、ホズマー・エンジェルからの手紙とウィンディバンクの手紙が、同じタイプライターで打たれていることを指摘した。どちらも「e」の文字がぼやけていて「r」の文字は一部分が欠けている。ホズマー・エンジェルが捕まるはずがない、と言うウィンディバンク。ホームズは部屋の鍵をかけてから、私はもう捕らえた、と言った。ウィンディバンクは、青ざめて冷や汗を流し椅子にくずれた。
ホームズは、ホズマー・エンジェルとウィンディバンクが同一人物であると言った。メアリーが結婚すると、彼女の収入が入ってこなくなり痛手だ。そこでメアリーに、男性との交際を禁じていたのだが、いつまでも押し通すことはできない。ウィンディバンクは変装して舞踏会に行き、彼女と知り合うように仕向けた。ウィンディバンクが国外にいるときにしか、ホズマー・エンジェルが現れないことの説明もつく。結婚式での失踪も、あらかじめ母親と相談のうえで、馬車に乗るとすぐに反対側のドアから降りていたのだ。これを聞いたウィンディバンクは、冗談でしたことだが、娘があんなに本気になるとは思わなかった、と話した。ホームズが、個人的に鞭打ちの罰を加えると言うと、ウィンディバンクは慌てて部屋から逃げ出して行った。会社からの返事も、ホームズの書いたホズマー・エンジェルの人相に当てはまるのは、当社に勤めるウィンディバンクに間違いない、という内容だった。

## 執筆と発表の順番
ドイルの原稿や書簡の調査などから、短編で3番目に発表された「花婿失踪事件」は2番目の「赤毛組合」より先に書かれたことが判明している。発表順が前後したのは、ドイルの著作権エージェントであるA・P・ワットから『ストランド・マガジン』編集部へこの2編が同時に送られたため、編集部が順番を取り違えて「花婿失踪事件」を後に掲載してしまったのだと考えられている。「赤毛組合」の冒頭で「花婿失踪事件」について触れる場面があり、そこで「花婿失踪事件」が発表済みのような言い回しになっているのは、これが原因である。